# ماهی خال‌خالی شاهی
ماهی خال‌مخالی شاهی (نام علمی: Scomberomorus cavalla) نام یک گونه از تبار ماهی خال‌خالی اسپانیایی است.